# Calcio Monza 1997-1998
Questa pagina raccoglie le informazioni riguardanti il Calcio Monza nelle competizioni ufficiali della stagione 1997-1998.

## Stagione
Nella stagione 1997-1998 il Monza neopromosso disputa il campionato di Serie B, nel quale raccoglie 44 punti, ottenendo il sedicesimo posto in classifica. Salvezza ottenuta con tanti pareggi, 17 in stagione, 11 in casa. Per mantenere la categoria si assiste al cambio di tre tecnici. La stagione inizia con il confermato e inossidabile Gigi Radice, e con l'eliminazione nel primo turno della Coppa Italia per mano del Genoa, decisa da una autorete, ma anche il campionato del grifone non inizia bene, con una vittoria, un pari e tre sconfitte nelle prime cinque giornate, allora si cambia passando nelle mani altrettanto esperte di Bruno Bolchi, ma non si dimostra un cambio azzeccato, i biancorossi brianzoli soffrono, il girone di andata si chiude con 20 punti, in quart'ultima posizione. Il primo marzo dopo la sconfitta interna (0-1) con la Reggina, salta anche la panchina di Bolchi, sostituito da Pierluigi Frosio che riesce a portare il Monza ad una sudata ma meritata salvezza. Protagonista della stagione il pugliese Cosimo Francioso arrivato dal Ravenna a novembre, dove aveva già realizzato 4 reti, autore di 14 reti in 23 incontri con i brianzoli, 2 dei quali su calcio di rigore. Buona anche la stagione della punta Marcello Campolonghi con 8 centri e del regista Filippo Masolini con 7 reti delle quali 5 su calcio di rigore.

## Rosa
| N. |                   | Ruolo | Calciatore           |
| -- | ----------------- | ----- | -------------------- |
| 1  | Italia (bandiera) | P     | Christian Abbiati    |
| 2  | Italia (bandiera) | D     | Gianluca Zanetti     |
| 3  | Italia (bandiera) | D     | Mirco Sadotti        |
| 4  | Italia (bandiera) | C     | Fulvio Saini         |
| 5  | Italia (bandiera) | D     | Giuseppe Zappella    |
| 6  | Italia (bandiera) | C     | Federico Crovari     |
| 7  | Italia (bandiera) | C     | Roberto D'Aversa     |
| 8  | Italia (bandiera) | C     | Filippo Masolini     |
| 9  | Italia (bandiera) | A     | Patrizio Billio      |
| 10 | Italia (bandiera) | A     | Simone Erba          |
| 11 | Italia (bandiera) | A     | Michele Pietranera   |
| 12 | Italia (bandiera) | P     | Alberto Calcinaghi   |
| 13 | Italia (bandiera) | A     | Luca Saudati         |
| 14 | Italia (bandiera) | C     | Antonio Fabio Modica |
| 15 | Italia (bandiera) | A     | Alberto Gallo        |
| 16 | Italia (bandiera) | C     | Filippo Antonelli    |
| 17 | Italia (bandiera) | D     | Fabio Carminati      |
| 18 | Italia (bandiera) | D     | Gianpaolo Castorina  |

| N. |                    | Ruolo | Calciatore           |
| -- | ------------------ | ----- | -------------------- |
| 19 | Italia (bandiera)  | C     | Francesco Clementini |
| 20 | Italia (bandiera)  | D     | Matteo Placida       |
| 22 | Italia (bandiera)  | P     | Giuseppe Gatta       |
| 23 | Italia (bandiera)  | A     | Marcello Campolonghi |
| 25 | Italia (bandiera)  | C     | Davide Dattola       |
| 26 | Italia (bandiera)  | A     | Annibale Troise      |
| 27 | Liberia (bandiera) | A     | Kolubah Roberts      |
| 28 | Belgio (bandiera)  | C     | Roberto Bisconti     |
| 29 | Italia (bandiera)  | D     | Alessandro Pedroni   |
| 30 | Senegal (bandiera) | D     | Joachim Fernandez    |
| 31 | Italia (bandiera)  | D     | Fabio Moro           |
| 32 | Francia (bandiera) | C     | Christophe Galtier   |
| 33 | Italia (bandiera)  | A     | Cosimo Francioso     |
| 34 | Italia (bandiera)  | P     | Luca Redaelli        |
| 35 | Italia (bandiera)  | C     | Luca Cavallo         |
| 36 | Italia (bandiera)  | C     | Roberto Cretaz       |
| 37 | Italia (bandiera)  | C     | Daniele Buriani      |

## Risultati

### Campionato

#### Girone di andata
| Arbitro: | Pin (Conegliano) |

|                     |           |                 |
| Masolini 88’ (rig.) | Marcatori | 70’ L. Beghetto |

| Arbitro: | Paparesta (Bari) |

|                                          |           |                                  |
| Ghirardello 24’ Aglietti 33’, 41’ (rig.) | Marcatori | 75’ (rig.) Masolini 84’ D'Aversa |

| Arbitro: | Gambino (Barletta) |

|             |           |  |
| Roberts 86’ | Marcatori |  |

| Arbitro: | Cardella (Torre del Greco) |

|                            |           |  |
| Fiorio 43’, 60’ Soncin 80’ | Marcatori |  |

| Arbitro: | Calabrese (Avezzano) |

|                 |           |  |
| Pinciarelli 66’ | Marcatori |  |

| Arbitro: | Sputore (Vasto) |

|                |           |                     |
| Clementini 54’ | Marcatori | 50’ (rig.) Biagioni |

| Arbitro: | Preschern (Mestre) |

|                       |           |                         |
| Muzzi 37’ (rig.), 78’ | Marcatori | 38’ Erba 90’ Clementini |

| Arbitro: | Branzoni (Pavia) |

|                 |           |              |
| Campolonghi 81’ | Marcatori | 75’ Ferrante |

| Arbitro: | Cardella (Torre del Greco) |

|                                 |           |                                 |
| Masolini 31’ (rig.), 64’ (rig.) | Marcatori | 14’ (rig.) Longhi 35’ Cristiano |

| Arbitro: | Calabrese (Avezzano) |

|                |           |             |
| F. Cossato 35’ | Marcatori | 90’ Roberts |

| Arbitro: | Sirotti (Forlì) |

|                 |           |                  |
| Campolonghi 80’ | Marcatori | 65’ (aut.) Saini |

| Arbitro: | Strazzera (Trapani) |

|                                                             |           |              |
| Kallon 43’, 90’ Ruotolo 83’ D. Morello 87’ F. Giampaolo 89’ | Marcatori | 56’ D'Aversa |

| Lucca 7 dicembre 1997 13ª giornata | Lucchese        | 0 – 0 | Monza | Stadio Porta Elisa\| Arbitro: \| Sputore (Vasto) \| |
| Arbitro:                           | Sputore (Vasto) |       |       |                                                     |

| Arbitro: | Paparesta (Bari) |

|                               |           |  |
| Francioso 11’ Campolonghi 33’ | Marcatori |  |

| Arbitro: | Preschern (Mestre) |

|                |           |             |
| Pietranera 90’ | Marcatori | 84’ Crovari |

| Arbitro: | Pin (Conegliano) |

|             |           |                  |
| Roberts 60’ | Marcatori | 41’ Gio. Tedesco |

| Arbitro: | Sirotti (Forlì) |

|  |           |             |
|  | Marcatori | 83’ Roberts |

| Monza 18 gennaio 1998 18ª giornata | Monza                       | 0 – 0 | Reggiana | Stadio Brianteo\| Arbitro: \| Serena (Bassano del Grappa) \| |
| Arbitro:                           | Serena (Bassano del Grappa) |       |          |                                                              |

| Arbitro: | Sputore (Vasto) |

|                                          |           |                                   |
| Tovalieri 15’, 65’ Bernardini 34’ (rig.) | Marcatori | 77’ Francioso 82’ (rig.) Masolini |

#### Girone di ritorno
| Arbitro: | Strazzera (Trapani) |

|                      |           |                      |
| Aruta 60’ Pisano 63’ | Marcatori | 20’, 46’ Campolonghi |

| Arbitro: | Lana (Torino) |

|                                                  |           |                 |
| Francioso 14’, 70’, 85’ Zappella 43’ Crovari 90’ | Marcatori | 58’ Ghirardello |

| Arbitro: | Nucini (Bergamo) |

|                                           |           |                           |
| Schwoch 27’, 55’ Marangon 46’ Polesel 77’ | Marcatori | 59’ (rig.), 80’ Francioso |

| Arbitro: | Gambino (Barletta) |

|               |           |             |
| Francioso 27’ | Marcatori | 26’ De Poli |

| Arbitro: | Preschern (Mestre) |

|  |           |            |
|  | Marcatori | 29’ Aloisi |

| Arbitro: | Rosetti (Torino) |

|                     |           |                                          |
| Biagioni 31’ (rig.) | Marcatori | 15’ Campolonghi 35’ (rig.), 68’ Masolini |

| Monza 15 marzo 1998 26ª giornata | Monza           | 0 – 0 | Cagliari | Stadio Brianteo\| Arbitro: \| Boggi (Salerno) \| |
| Arbitro:                         | Boggi (Salerno) |       |          |                                                  |

| Arbitro: | Serena (Bassano del Grappa) |

|            |           |  |
| Sommese 3’ | Marcatori |  |

| Arbitro: | Nucini (Bergamo) |

|                   |           |               |
| Longhi 30’ (rig.) | Marcatori | 28’ Francioso |

| Arbitro: | Strazzera (Trapani) |

|               |           |  |
| Francioso 65’ | Marcatori |  |

| Arbitro: | Cesari (Genova) |

|                                                          |           |               |
| Di Michele 9’ Oshadogan 55’ Vukoja 75’, 91’ Chianese 80’ | Marcatori | 65’ Francioso |

| Monza 26 aprile 1998 31ª giornata | Monza            | 0 – 0 | Genoa | Stadio Brianteo\| Arbitro: \| Rossi (Ciampino) \| |
| Arbitro:                          | Rossi (Ciampino) |       |       |                                                   |

| Arbitro: | Dagnello (Trieste) |

|                                            |           |              |
| Campolonghi 18’ Bisconti 35’ Francioso 68’ | Marcatori | 52’ Biancone |

| Arbitro: | Trentalange (Torino) |

|                 |           |                            |
| Lantignotti 19’ | Marcatori | 30’ Clementini 79’ Roberts |

| Arbitro: | Collina (Viareggio) |

|             |           |                          |
| Pedroni 90’ | Marcatori | 23’ Buonocore 30’ Sotgia |

| Arbitro: | Rodomonti (Teramo) |

|                                             |           |                      |
| Di Vaio 23’, 90’ Gia. Tedesco 41’ Greco 54’ | Marcatori | 87’ (rig.) Francioso |

| Arbitro: | Farina (Novi Ligure) |

|                                                 |           |                             |
| Francioso 12’ (rig.) Crovari 37’ Clementini 42’ | Marcatori | 10’, 58’, 88’ (rig.) Flachi |

| Arbitro: | Pellegrino (Barcellona Pozzo di Gotto) |

|  |           |                             |
|  | Marcatori | 48’ Campolonghi 58’ Crovari |

| Arbitro: | Bettin (Padova) |

|  |           |                          |
|  | Marcatori | 55’ Rapaic 63’ Tovalieri |

### Coppa Italia
| Arbitro: | Sirotti (Forlì) |

|                |           |            |
| Pietranera 12’ | Marcatori | 63’ Pisano |

| Arbitro: | Serena (Bassano del Grappa) |

|                     |           |  |
| Zappella 55’ (aut.) | Marcatori |  |

## Statistiche
| Giocatore      | Serie B  | Serie B | Coppa Italia | Coppa Italia | Totale   | Totale |
| Giocatore      | Presenze | Reti    | Presenze     | Reti         | Presenze | Reti   |
| -------------- | -------- | ------- | ------------ | ------------ | -------- | ------ |
| C. Abbiati     | 26       | -41     | 2            | -2           | 28       | -43    |
| F. Antonelli   | 1        | 0       | 0            | 0            | 1        | 0      |
| R. Bisconti    | 18       | 1       | 0            | 0            | 18       | 1      |
| M. Campolonghi | 34       | 8       | 2            | 0            | 36       | 8      |
| G. Castorina   | 32       | 0       | 2            | 0            | 34       | 0      |
| M. Cavallo     | 15       | 0       | 0            | 0            | 15       | 0      |
| F. Clementini  | 25       | 4       | 2            | 0            | 27       | 4      |
| R. Cretaz      | 11       | 0       | 0            | 0            | 11       | 0      |
| F. Crovari     | 31       | 4       | 2            | 0            | 33       | 4      |
| R. D'Aversa    | 22       | 2       | 2            | 0            | 24       | 2      |
| S. Erba        | 31       | 1       | 2            | 0            | 33       | 1      |
| J. Fernandez   | 0        | 0       | 0            | 0            | 0        | 0      |
| C. Francioso   | 23       | 14      | 0            | 0            | 23       | 14     |
| A. Gallo       | 17       | 0       | 1            | 0            | 18       | 0      |
| C. Galtier     | 24       | 0       | 0            | 0            | 24       | 0      |
| G. Gatta       | 14       | -15     | 0            | 0            | 14       | -15    |
| F. Masolini    | 30       | 7       | 2            | 0            | 32       | 7      |
| A.F. Modica    | 13       | 0       | 1            | 0            | 14       | 0      |
| F. Moro        | 25       | 0       | 0            | 0            | 25       | 0      |
| A. Pedroni     | 20       | 1       | 0            | 0            | 20       | 1      |
| M. Pietranera  | 11       | 0       | 2            | 0            | 13       | 0      |
| M. Placida     | 1        | 0       | 0            | 0            | 1        | 0      |
| K. Roberts     | 27       | 5       | 0            | 0            | 27       | 5      |
| M. Sadotti     | 24       | 0       | 1            | 0            | 25       | 0      |
| F. Saini       | 25       | 0       | 2            | 0            | 27       | 0      |
| L. Saudati     | 4        | 0       | 2            | 0            | 6        | 0      |
| G. Zanetti     | 2        | 0       | 1            | 0            | 3        | 0      |
| G. Zappella    | 23       | 1       | 2            | 0            | 25       | 1      |

Secondo "Uomini e gol" Placida non sarebbe entrato a sostituire un giocatore, Erba avrebbe 32 presenze, e Saudati ne avrebbe 3.